# Liski (Sępopol)
Liski (deutsch Liesken) ist ein Ort in der polnischen Woiwodschaft Ermland-Masuren. Er gehört zur Gmina Sępopol (Stadt- und Landgemeinde Schippenbeil) im Powiat Bartoszycki (Kreis Bartenstein).

## Geographische Lage
Liski liegt in der nördlichen Mitte der Woiwodschaft Ermland-Masuren, sieben Kilometer nordöstlich der Kreisstadt Bartoszyce (deutsch Bartenstein).

## Geschichte

### Ortsgeschichte
Das Dorf, später mit Domäne und Remontedepot, wurde 1419 als Lysken erstmals erwähnt, und nach 1419 Lyskeyn, nach 1423 Liskeynen, nach 1432 Lysskenn, nach 1570 Königlich Liesken und nach 1740 Liescken genannt. Am 11. Juni 1874 wurde der Ort Amtsdorf und damit namensgebend für einen Amtsbezirk im Kreis Friedland (ab 1927: Kreis Bartenstein) im Regierungsbezirk Königsberg der preußischen Provinz Ostpreußen.
Im Jahre 1905 zählte Liesken 513 Einwohner, im Jahre 1910 waren es 578.
Am 30. September 1928 schlossen sich die Gutsbezirke Liesken, Grundmühle (polnisch Grąd) und Roschenen (Rusajny) und die Landgemeinden Groß~ und Klein Söllen (Szylina Wielka und ~Mala) zur neuen Landgemeinde Söllen zusammen.
In Kriegsfolge kam das gesamte südliche Ostpreußen im Jahre 1945 zu Polen. In diesem Zusammenhang erhielt Liesken die polnische Namensform „Liski“ und ist heute eine Ortschaft innerhalb der Stadt- und Landgemeinde Sępopol (Schippenbeil) im Powiat Bartoszycki (Kreis Bartenstein), von 1975 bis 1998 der Woiwodschaft Olsztyn, seither der Woiwodschaft Ermland-Masuren zugehörig.

### Amtsbezirk Liesken (1874–1945)
Zum Amtsbezirk Liesken gehörten in der Zeit seines Bestehens:
| Deutscher Nane | Polnischer Name | Anmerkungen                                         |
| -------------- | --------------- | --------------------------------------------------- |
| Dompendehl     | Domarady        | 1938 nach Juditten eingegliedert                    |
| Groß Söllen    | Szylina Wielka  | 1928 nach Söllen eingemeindet                       |
| Grundmühle     | Grąd            | 1928 nach Söllen eingemeindet                       |
| Klein Söllen   | Szylina Mała    | 1928 nach Söllen eingemeindet                       |
| Liesken        | Liski           | 1928 nach Söllen eingemeindet                       |
| Roskeim        | Roskajmy        |                                                     |
| Sauerschienen  | Zawiersze       | 1937 nach Siddau (Amtsbezirk Liekeim) eingegliedert |
| Skitten        | Skitno          |                                                     |
| Wehrwilten     | Wirwilty        |                                                     |

## Trakehner Gestüt Liesken/Stadnina koni w Liskach
Im Jahre 1876 wurde in Liesken ein Remonteamt gegründet. Derartige Ämter hatten große Bedeutung als Ankäufer und Lieferanten für die Armee. Aus Ostpreußen kamen in der Kaiserzeit mehr als die Hälfte der benötigten Militärpferde. In Liesken wurden die meist dreijährigen Tiere noch ein Jahr im Remontedepot eingestellt und erst dann den Regimentern übergeben.
Nach 1945 wurden die Trakehner-Zuchteinrichtungen von Judyty (Juditten) übernommen und in Liski fortgeführt. 290 Pferde wurden zunächst nach Mecklenburg verbracht, dann jedoch mit Billigung der Engländer von den Sowjets in die Region Rostow am Don verlagert. Von dort erwarb 1947 das polnische Hauptgestüt  in Liski 17 Stuten, und 1950 weitere 27 Stuten aus der Bundesrepublik Deutschland. Damit war der Grundstock zur Weiterführung der Trakehner-Zucht gelegt. Zwischenzeitlich organisierte man neben der Pferdezucht auch eine Rinderzucht der schwarzen Niederungsrasse sowie eine Stammzucht der langwolligen Landschafe.
Aus dem Gestüt in Liski sind mehrere erfolgreiche Sportpferde hervorgegangen. Darunter der Hengst Poprad bei den Olympischen Spielen 1968 in Mexiko und den Olympischen Spielen 1972 in München, der nach seiner Sportkarriere als Leithengst in sein Heimatgestüt zurückkehrte. Der Hengst Alibaba war Mitte der 1990er Jahre das beste Springpferd Kanadas.
Derzeit profitiert das Gestüt vom Tourismus. Der „Urlaub im Sattel“ ist sehr beliebt. In Liski besteht außerdem in Zusammenarbeit mit dem Krankenhaus in Bartoszyce das Angebot einer Hippotherapie für Kinder.

## Kirche
Bis 1945 war Liesken in die evangelische St.-Johannes-Kirche in Bartenstein (polnisch Bartoszyce) in der Kirchenprovinz Ostpreußen der Kirche der Altpreußischen Union, außerdem in die römisch-katholische Kirche St. Bruno ebenfalls in Bartenstein, damals im Bistum Ermland gelegen, eingepfarrt.
Heute gehört Liski bei beiden Konfessionen weiterhin zur Kreisstadt, heute im römisch-katholischen Erzbistum Ermland bzw. in der Diözese Masuren der Evangelisch-Augsburgischen Kirche in Polen gelegen.

## Verkehr
Liski liegt an einer Straße, die die Stadt Sępopol (Schippenbeil) mit Żydowo (Siddau) in der Gmina Bartoszyce verbindet. Eine direkte Straße führt von Bartoszyce nach Liski, außerdem eine Nebenstraße von Wodukajmy (Woduhnkeim ) und Domarady (Dompendehl) über Roskajmy (Roskeim).
Eine Anbindung an den Bahnverkehr gibt es nicht.